# Smoky Lake
Smoky Lake ist eine Gemeinde in Zentral-Alberta (Kanada) und Verwaltungssitz des Smoky Lake County, der zuständigen Verwaltungseinheit (Municipal District), mit dem Status einer Kleinstadt (englisch Town).

## Geografie
Smoky Lake liegt rund 90 Kilometer nordöstlich von Edmonton, der Hauptstadt von Alberta. Im Süden wird der Ort vom North Saskatchewan River tangiert. Die Verbindungsstraßen Alberta Highway 28 und Alberta Highway 855 kreuzen sich im Zentrum der Stadt.

## Geschichte
Bezüglich der Herkunft des Namens Smoky Lake (Rauchender See) existieren zwei Versionen: Einige Chronisten sind der Ansicht, dass die Ureinwohner der Gegend, die Creeindianer, dem Ort wegen des am Abend meist mit Dunst oder Nebel überzogenen nahen Sees, der wie in Rauch gehüllt wirkt, seinen Namen gaben. Nach einer anderen Version erhielt der Ort seinen Namen, da sich die Cree während ihrer Jagden regelmäßig am Ufer des Sees zum Pfeife rauchen trafen.
Die Gegend war wegen ihres Wildreichtums von Trappern und Pelztierhändlern beliebt. Anfang der 1800er Jahre wurde ein kleiner Warenumschlagsplatz (trading post) eingerichtet. Unter den neuen Siedlern waren auch viele christliche Missionare, die versuchten, die Ureinwohner zum Christentum zu bekehren. Mit der Inbetriebnahme einer Eisenbahnverbindung im Jahr 1915 wurden die Handelsaktivitäten weiter intensiviert und die Einwohnerzahl wuchs. Ein Großteil der neuen Siedler stammte aus der Ukraine. Smoky Lake erhielt im Jahr 1923 den Status Village und 1962 den Status Town. Die Einwohner sind überwiegend in landwirtschaftlichen Betrieben tätig. Im Besonderen werden Kürbisse angebaut. Der Ort bezeichnet sich deshalb als Pumpkin Capital of Alberta (Kürbis-Zentrum von Alberta). Am ersten Samstag im Oktober eines jeden Jahres wird in Smoky Lake ein Kürbis-Festival veranstaltet, bei dem die größten und schwersten Kürbisse und Wassermelonen prämiert werden. Das Festival entwickelt sich zu einer touristischen Attraktion und zieht bis zu 6000 Besucher an.

## Demographie
Der Zensus im Jahr 2016 ergab für die Gemeinde eine Bevölkerungszahl von 964 Einwohnern, nachdem der Zensus im Jahr 2011 für die Gemeinde noch eine Bevölkerungszahl von 1022 Einwohnern ergab. Die Bevölkerung hat dabei im Vergleich zum letzten Zensus im Jahr 2011 entgegen der Entwicklung in der Provinz stark um 5,7 % abgenommen, während der Provinzdurchschnitt bei einer Bevölkerungszunahme von 11,6 % lag. Im Zensuszeitraum 2006 bis 2011 hatte die Einwohnerzahl in der Gemeinde noch leicht um 1,2 % zugenommen, während sie im Provinzdurchschnitt um 10,8 % zunahm.